# Церква Різдва Пресвятої Богородиці (Велика Білка)
Церква Різдва Пресвятої Богородиці у Великій Білці — парафія і храм Лановецького благочиння Тернопільської єпархії Православної церкви України в селі Велика Білка Кременецького району Тернопільської области.
Оголошена пам'яткою архітектури місцевого значення (охоронний номер 1611).

## Історія церкви
За переказами, на початку села стояла дерев'яна церква з кладовищем, яку спалили під час набігів монголо-татар. Згодом мешканці збудували невелику церкву і перевезли її в безпечне місце.
У 1773 році, з благословення єпископа Капріяна Отецького, за кошти парафіян збудували сучасний дерев'яний храм Різдва Пресвятої Богородиці з дзвіницею.
За служіння о. Івана Ланкевича храм став православним, про що свідчить напис на Євангелії.
У 1879 році за кошти парафіян встановили новий іконостас, виготовлений почаївськими іконописцями.
Попередня реставрація церкви відбулася влітку 1990 року за активної участі священника Богдана Слоня.
У вересні 2007 року на роздоріжжі біля школи встановили фігуру Покрови Пресвятої Богородиці.
14 жовтня 2009 року, у день Святої Покрови, на місці, де колись стояла перша церква і кладовище, встановили та освятили дерев'яний хрест.

## Парохи
- о. Федір Булецький (1773),
- о. Іван Ланкевич (1777—?),
- о. Михайло Сингалевич (1810—1826),
- о. Іоан Храневич (1827—1843),
- о. Федір Сингалевич (1843—1863),
- о. Тимофій Ділецький (1862—1871),
- о. Григорій Воєводко (Воєводський) (1871—1873),
- о. Володимир Маліцький (1873—1890),
- о. Тимофій Дурановський (1890—?),
- о. Антонія Гаськевич,
- о. Григорій Хом'як (1935—1977),
- о. Олег Каськів (з 1977).